# 코코아콩

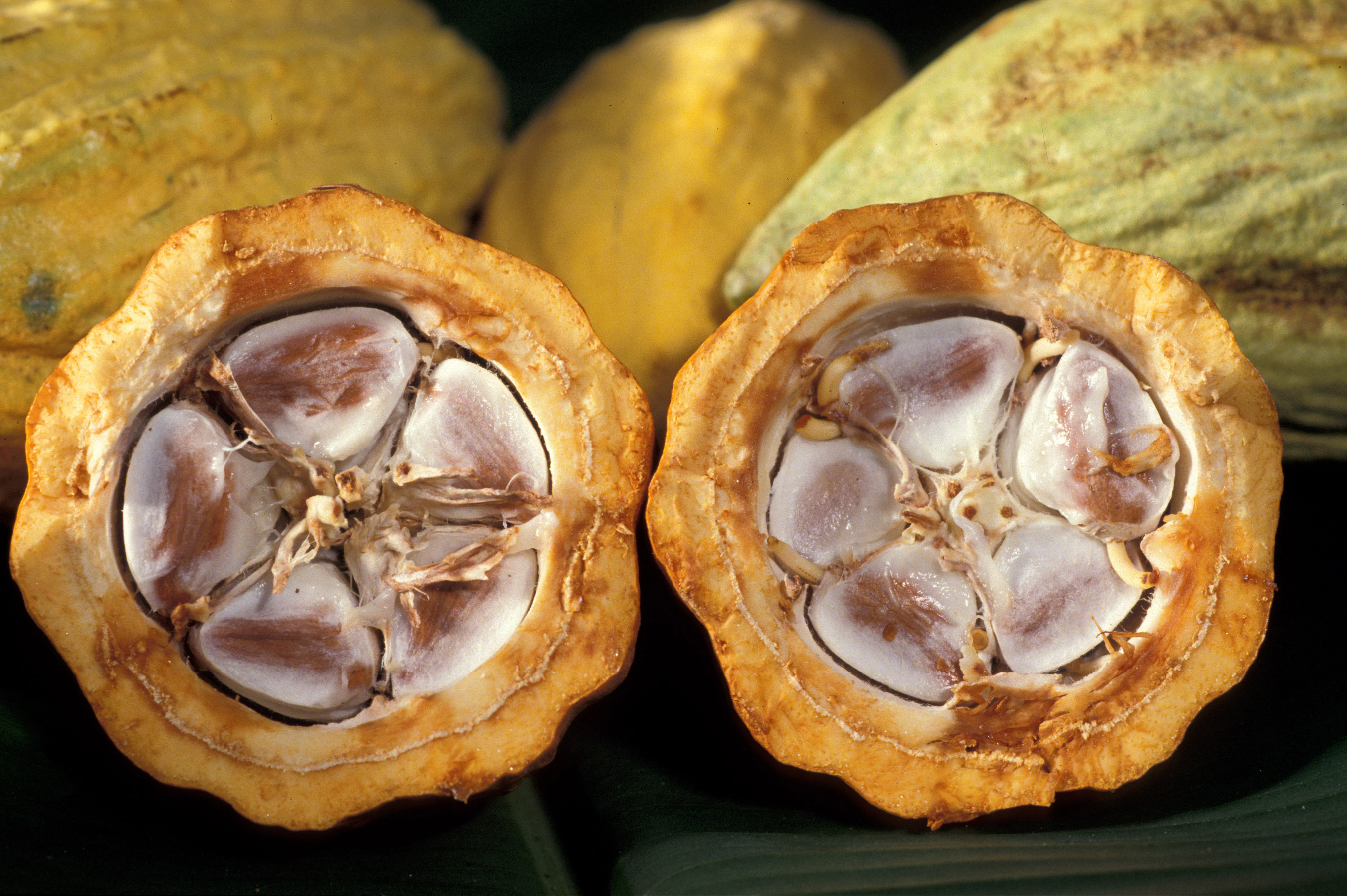
카카오 꼬투리 속에 들어 있는 코코아 콩

코코아콩(cocoa bean)는 건조된, 그리고 부분적으로 발효된 카카오 나무 열매의 기름진 씨앗으로서, 이로부터 초콜릿이 만들어진다. 코코아는 또한 마시는 음료로서 보통 핫초코라고 알려진 것을 가리키기도 한다. 카카오 씨앗을 갈고 카카오 버터를 제거하여 만든 것이 코코아 가루다.
카카오의 꼬투리는 3 cm 두께의, 거칠고 가죽과 같은 외피를 가지고 있다. 이 꼬투리는 남아메리카에서 '바바 데 카카오'(baba de cacao)라고 부르는, 단 맛을 내는 점액질의 펄프로 가득 차 있으며, 그 안에 30~50개의 아몬드처럼 생긴, 비교적 부드럽고 분홍빛 또는 자주빛이 나는 큰 씨앗들이 담겨 있다.

## 어원
단어 코코아는 아즈텍의 ‘cacahuatl’에서 파생된 스페인어 cacao에서 유래했다. 아즈텍 단어는 마야 문명의 단어 *kakaw~*kakawa.에서 유래했다.

## 생산
코코아의 세계 총 생산량은 2004년 기준으로 약 360만 t에 이른다. 이 중 코트디부아르가 133만 t, 가나가 74만 t, 인도네시아가 43만 t을 생산하여 수위를 달리고 있다.
| 국가            | 생산량       | 세계 생산량 (퍼센트) |
| --------------- | ------------ | -------------------- |
| 코트디부아르    | 1,300,000 톤 | 37.4%                |
| 가나            | 720,000 톤   | 20.7%                |
| 인도네시아      | 440,000 톤   | 12.7%                |
| 카메룬          | 175,000 톤   | 5.0%                 |
| 나이지리아      | 160,000 톤   | 4.6%                 |
| 브라질          | 155,000 톤   | 4.5%                 |
| 에콰도르        | 118,000 톤   | 3.4%                 |
| 도미니카 공화국 | 47,000 톤    | 1.4%                 |
| 말레이시아      | 30,000 톤    | 0.9%                 |

## 같이 보기
- 카카오
- 카카오닙스
- 카페인
- 초콜릿
- 테오브로민
- 카테킨 (Epicatechin)